# Holzheim (Büllingen)
Holzheim ist ein Dorf in der Großgemeinde Büllingen in der Deutschsprachigen Gemeinschaft (DG) im äußersten Osten Belgiens. Holzheim zählt 101 Einwohner und gehört zur Teilgemeinde Manderfeld; es liegt rund 4 Kilometer nordwestlich der Ortschaft Manderfeld und 8 Kilometer südöstlich des Hauptorts Büllingen.

## Kulturerbe

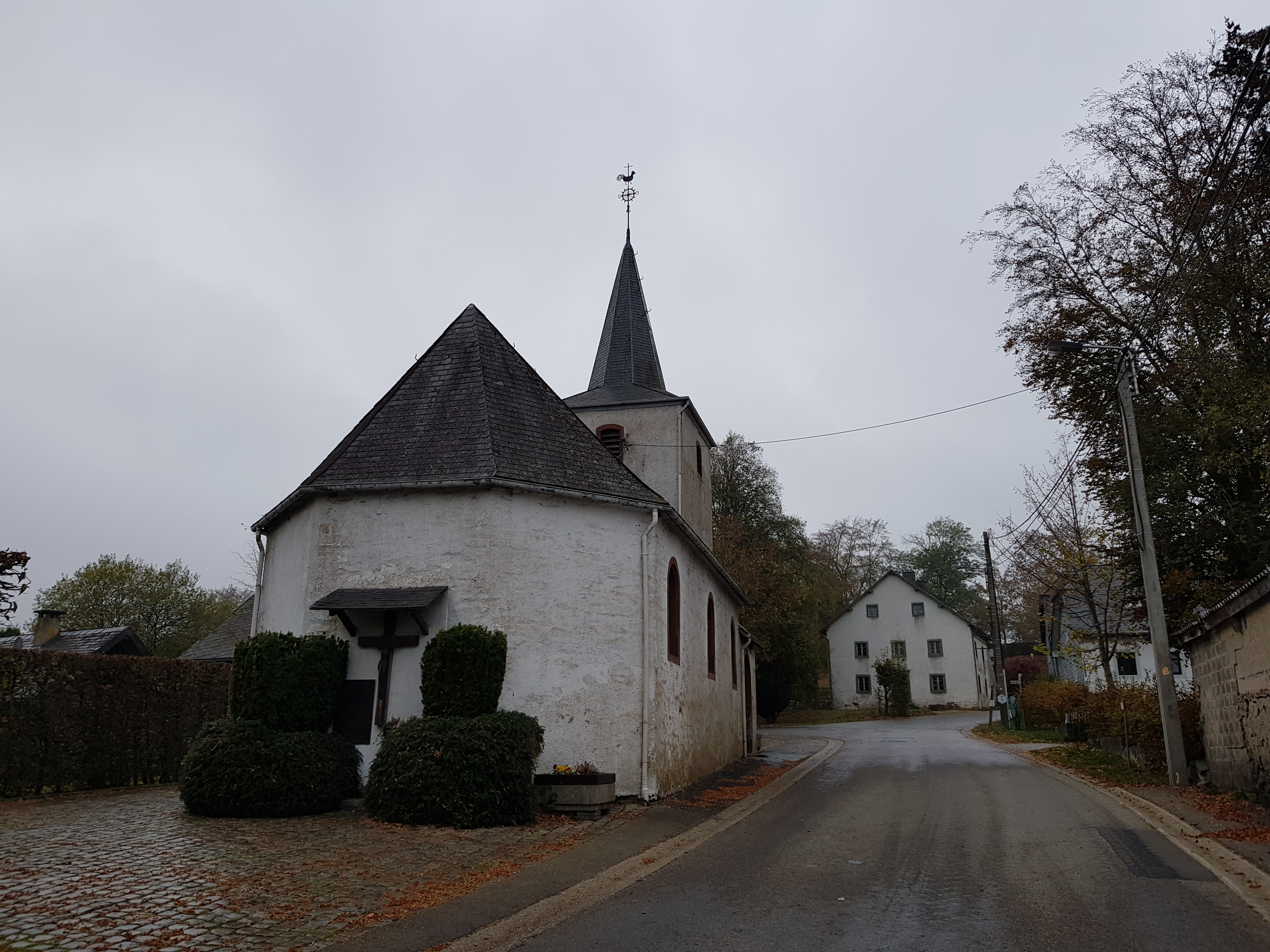
St.-Kornelius-Kapelle in Holzheim

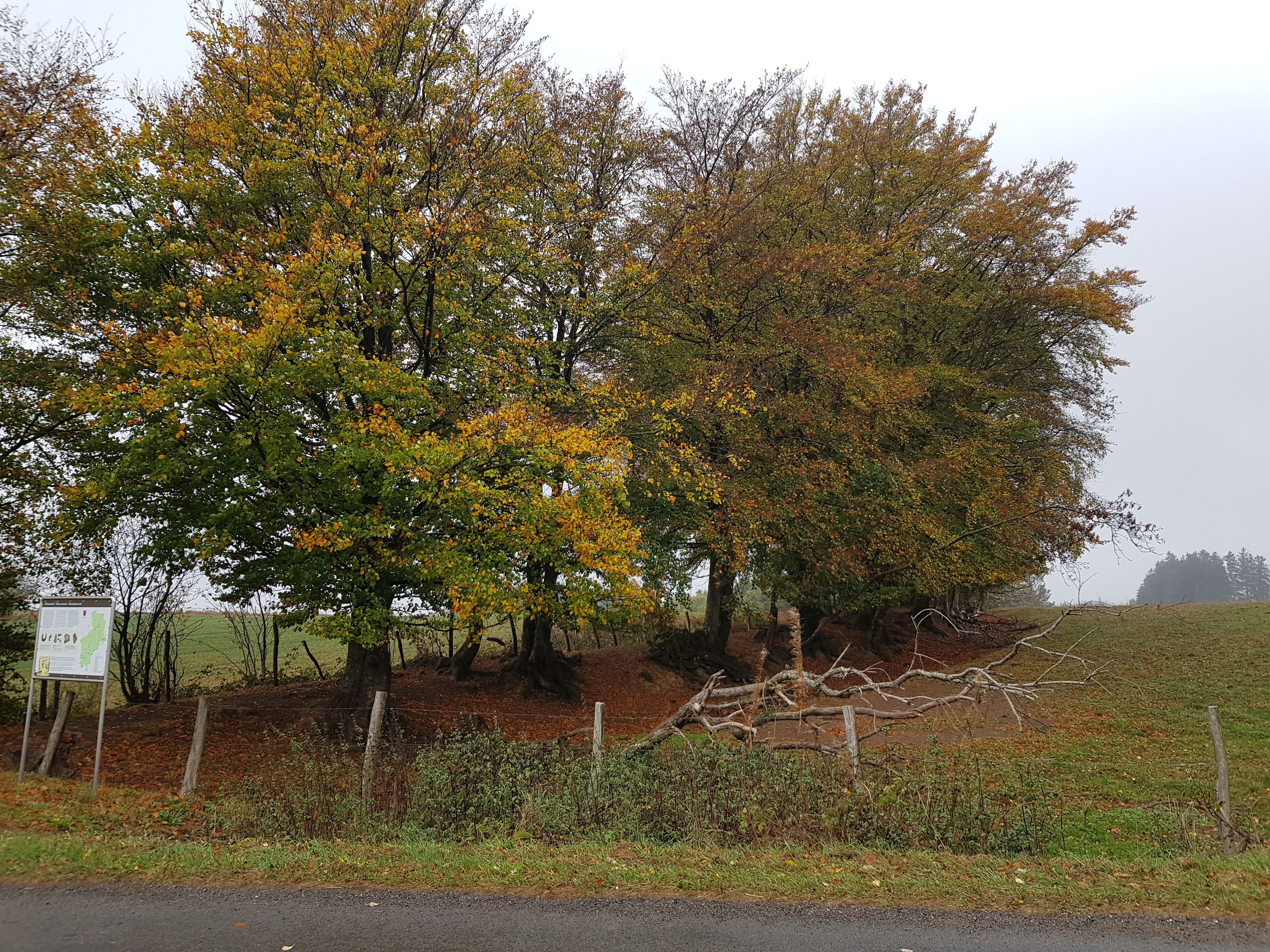
Römerwall

Im Zentrum von Holzheim befindet sich die St.-Kornelius-Kapelle aus dem Jahr 1665, ein geschütztes Kulturdenkmal. Ebenso unter Denkmalschutz steht ein Erdwall nördlich des Dorfes, vermutlich römischen Ursprungs. In dem "Römerwall" wurden mehrere Schwerter, eine Goldmünze und kleine Hufeisen gefunden.

## Auszeichnung
Holzheim erhielt 2018 eine Auszeichnung beim Europäischen Dorferneuerungspreis.